# Paradoxostoma devaneyi
Paradoxostoma devaneyi is een mosselkreeftjessoort uit de familie van de Paradoxostomatidae. De wetenschappelijke naam van de soort is voor het eerst geldig gepubliceerd in 1984 door Hartmann.